# Vaxart
A Vaxart, Inc. é uma empresa americana de biotecnologia focada na descoberta, desenvolvimento e comercialização de vacinas orais recombinantes administradas usando comprimidos estáveis à temperatura que podem ser armazenados e transportados sem refrigeração, eliminando a necessidade de injeção de agulhas. Seus programas de desenvolvimento para entrega de vacinas orais (chamados VAAST TM ) incluem vacinas profiláticas para comprimidos entéricos revestidos para inibir norovírus, influenza sazonal, vírus sincicial respiratório e papilomavírus humano . Em 2019-20, a Vaxart iniciou um programa para desenvolver uma vacina oral em comprimidos para o coronavírus de 2019, COVID-19, possui um programa de desenvolvimento colaborativo para a entrega oral de uma vacina contra a gripe universal usando antígenos proprietários da Janssen Pharmaceutica (Janssen Vaccines and Prevention BV ) 

## Desenvolvimento de vacinas
O candidato a vacina líder da Vaxart é uma vacina contra gripe oral, que mostrou segurança e respostas de anticorpos neutralizantes ao vírus da gripe em um ensaio clínico de Fase I de 2015. Um estudo de Fase II 2016-17 da vacina oral contra a gripe Vaxart, VXA-A1.1, mostrou que a vacina era bem tolerada e fornecia imunidade contra o derramamento de vírus, com eficácia semelhante a uma vacina intramuscular estabelecida. Em 2018, a Vaxart concluiu um estudo de desafio da Fase II, no qual a vacina contra a gripe da Vaxart demonstrou uma redução de 39% na doença clínica em relação ao placebo, em comparação com uma redução de 27% na vacina contra a gripe injetável, Fluzone .

Em janeiro de 2020, a Vaxart anunciou o desenvolvimento de uma vacina para comprimidos para inibir o coronavírus, em concorrência com outras empresas de biotecnologia, como Novavax, Inovio Pharmaceuticals e Moderna .

## Investimento
Em 2019, vários fundos de hedge investiram na Vaxart, com o maior investimento vindo da Armistice Capital, que adquiriu 25,2 milhões de ações.